# 郎闿
郎闿（？—352年），十六国人物，后赵、冉魏大臣。
太宁（349年）十一月，石鉴即位为后赵皇帝，实行大赦。任命武兴公石闵为大将军，封为武德王；司空李农为大司马，同时统管尚书职事；任命郎闿为司空，秦州刺史刘群为尚书左仆射，侍中卢谌为中书监。次年，石闵取代后赵，恢复冉姓，建立冉魏。以郎闿为特进。永兴三年（352年）四月，魏帝冉闵准备与前燕交战，大将军董闰、车骑将军张温的劝谏冉闵要等燕国骄傲懈怠，再增加兵力，加以攻击，冉闵不听。郎闿对司徒刘茂说：“陛下这次出征，定然有去无回，我们为何要坐等被杀之辱！”于是二人都自杀身亡。